# Kłaczyna
Kłaczyna (nazwa niemiecka Kauder, do 1945 r.) – wieś w Polsce położona w województwie dolnośląskim, w powiecie świdnickim, w gminie Dobromierz, na Przedgórzu Sudeckim na granicy z Pogórzem Kaczawskim i Pogórzem Wałbrzyskim w Sudetach.

## Podział administracyjny
W latach 1975–1998 miejscowość administracyjnie należała do województwa wałbrzyskiego. Do Kłaczyny należy także przysiółek Celów.

## Nazwa
Pierwsza wzmianka o miejscowości pochodzi ze średniowiecznego dokumentu z 1249 roku, gdzie wymieniona jest w zlatynizowanej formie Chuderovo. Tuż po wojnie miejscowość nazywała się Kodyr.

## Położenie
Miejscowość położona jest w dolinie Nysy Szalonej. Górna część w Sudetach, na pograniczu Pogórza Kaczawskiego (Pogórze Wojcieszowskie) i Pogórza Wałbrzyskiego, zaś dolna część na Przedgórzu Sudeckim (Obniżenie Podsudeckie).

## Budowa geologiczna
Górna część Kłaczyny leży w obrębie zapadliska Wolbromka, niewielkiej jednostki geologicznej (tektonicznej), będącej południowo-wschodnim odgałęzieniem niecki północnosudeckiej. Obszar ten zbudowany jest ze skał osadowych: szarogłazów, piaskowców, mułowców, brekcji i zlepieńców dolnego permu (czerwonego spągowca). Dolna część leży na plejstoceńskich piaskach, żwirach i glinach zwałowych. W całej dolinie Nysy Szalonej zalegają holoceńskie osady rzeczne - piaski i żwiry, miejscami mady.

## Zabytki
Do wojewódzkiego rejestru zabytków wpisane są:
- kościół filialny pw. św. Jakuba Apostoła i św. Anny, gotycki z XV w., XVIII w., murowany, jednonawowy, orientowany, z wieżą na osi
- dom nr 13, z XIX w.
- ruiny rycerskiego zamku z przełomu XIV/XV wieku, położonego dawniej na wyspie w rozlewisku Nysy Szalonej. Po gruntownym przebudowaniu przez rodzinę Rybniców (Reibnitzów), zamek zniszczono podczas wojny 30-letniej, gdy okupowali go Szwedzi. Budowlę udało się odbudować, jednak obiekt w 1850 r. spłonął. Dzieła zniszczenia dokonały pioruny, które w latach 1877 i 1891 - dwa razy trafiały w budynek. Później miejscowi chłopi rozebrali resztki budowli zabierając na swoje potrzeby łupek i kamień ciosany z którego zamek był zbudowany. Dzisiejsze ruiny to drobne fragmenty murów i fosy, pozostałość narożnej baszty oraz rozsypane pośród traw kamienie z murów; wszystko to znajduje się na zachodnim brzegu Nysy około 300 m na południe od mostu na drodze Roztoka-Bolków.